# Будинок Мелікова (Баку)
Будинок Хусейна Мелікова (азерб. Hüseyn Məlikovun evi) — історичний особняк, розташований на перетині вулиць Іслама Сафарлі та Хазі Асланова в Баку, Азербайджан. Особняк був побудований між 1895 і 1897 роками на замовлення Хусейна Мелікова, який був азербайджанським виробником нафти. Інвестиції були зроблені порівну між трьома братами Меліковими: Хусейном, Меліком Хусейном і Муталімом. Це перша будівля, побудована в готичному стилі в Баку, а також перший проект Юзефа Гославського за особистим замовленням.

## Архітектурні особливості
Триповерхова будівля композиційно вписується в архітектурний план міста Баку, складений в 1813 році. Особняк був першою будівлею Баку, яке було побудовано в готичному стилі німецького варіанту. Одночасно з будівництвом особняка архітектором Адольфом Ейхлера готувався план будівництва лютеранської церкви. Церква також була спроєктована за традиціями німецької готики.
Головний фасад підкреслений еркером з балконом і завершується характерним фронтоном, що завершується хрестоцвітих. Фронтон прикрашений кам'яним вензелем. Парні, рельєфно виражені вікна, несуть художню функцію. Вишукано промальована парадні сходи, інтер'єри парадних приміщень і вхідні двері з ажурною металевою решіткою. Пластика кам'яних деталей, облагороджених готичними формами, лягла в основу об'ємної композиції житлового будинку, який увійшов в структуру предметно-просторового середовища навколишньої забудови як пам'ятник архітектури міста в цьому стильовому напрямку.

## Галерея

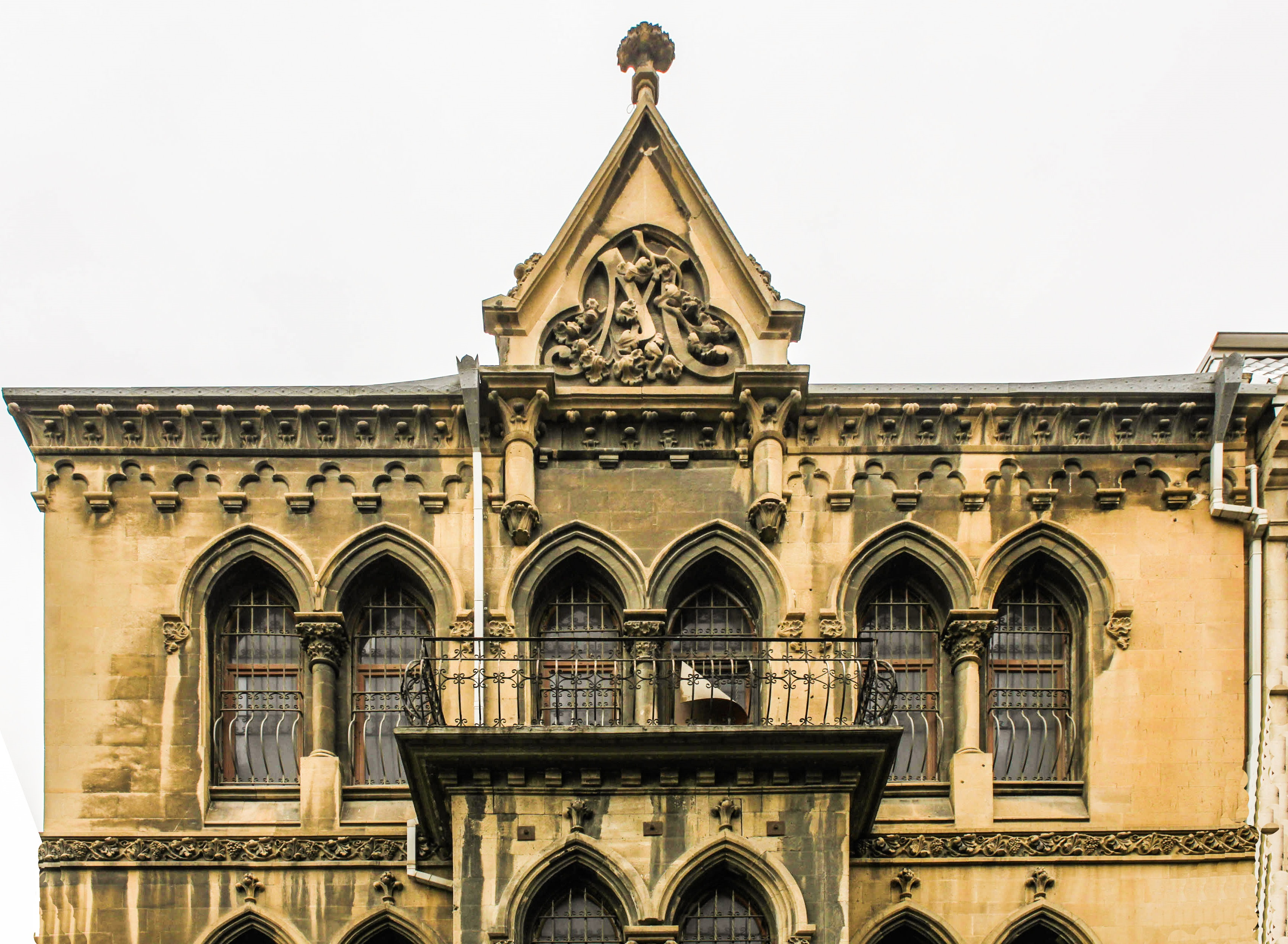
Фронтон із вензелем
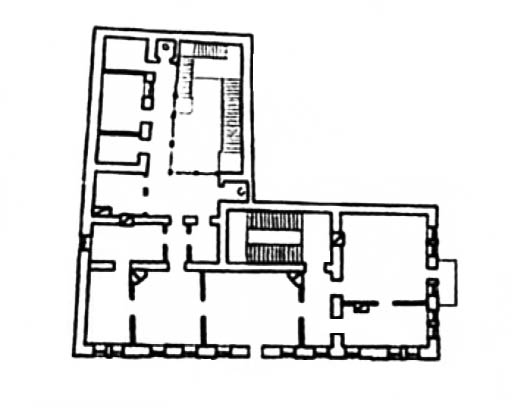
План будинку Мелікова